# Descriminalização
A descriminalização (ou descriminação) é a redução de punições criminais para certos atos, por vezes retroativamente (fazendo voltar ao sistema de punição anterior), ainda que possam haver licenças reguladas ou multas. O processo inverso é a criminalização. Descriminalização não é o mesmo que legalização, a remoção de total de todas as punições para um crime; é apenas a redução ou afrouxamento delas.
A descriminalização reflete mudanças nas visões sociais e morais. Uma sociedade pode passar a ver que determinado ato não é mais prejudicial e portanto não precisa mais ser um crime ou que não é um assunto a ser considerado pela justiça penal. Exemplos de assuntos cujas visões em diversos países e sociedades mudaram com o tempo:
| - aborto - aleitamento materno em público - uso recreativo de drogas - eutanásia - jogos de apostas | - homossexualidade - poligamia - prostituição - nudez pública - idade do consentimento |

Num país federal, certos atos podem ser criminalizados num certo nível do governo mas descriminalizados em outro; por exemplo, nos Estados Unidos, a posse de maconha é descriminalizada em certos estados, mas punida (com multas ou aprisionamento) em outros. Nos últimos tempos, alguns atos têm sido descriminalizados, tais como homossexualidade e adultério, enquanto outros têm sofrido uma criminalização mais acentuada, como o incesto.